# Tehkan World Cup
Tehkan World Cup — аркадная компьютерная игра, выпущенная в 1986 году компанией Tehkan.

## Игровой процесс
Игра представляет собой двухмерный симулятор футбола с видом сверху. Игровое поле прокручивается в четырёх направлениях. Игровой процесс отличается реалистичностью в том аспекте, что он хорошо передаёт динамизм футбольной игры, не усложняя его сложным управлением или анимацией.
Управление в игре осуществляется при помощи трекбола, которым задаётся направление и сила удара (а также осуществляется передвижение игрока) и кнопки, которой осуществляется удар по мячу.
Использование трекбола для управления имело как положительные, так и отрицательные стороны: с одной стороны, он позволял управлять футболистами более точно, чем джойстик; с  другой стороны, трекбол был не очень надёжным, а неосторожное его использование приводило к мелким травмам (из-за защемления кожи между краем игровой панели и шаром).

## Портированные версии
Игра была портирована на NES в 1990 году под названием Tecmo World Cup Soccer. Более слабое аппаратное обеспечение приставки потребовало некоторого упрощения игры.
25 ноября 2004 года игра была выпущена в Японии на приставке PlayStation 2 под названием Tecmo Cup в составе сборника Tecmo Hit Parade. Обновлённая версия данного сборника, включающая Tecmo Cup, была выпущена для Xbox 13 сентября 2005 года (в США) и 27 октября 2005 года (в Японии).